# Józefina Szelińska

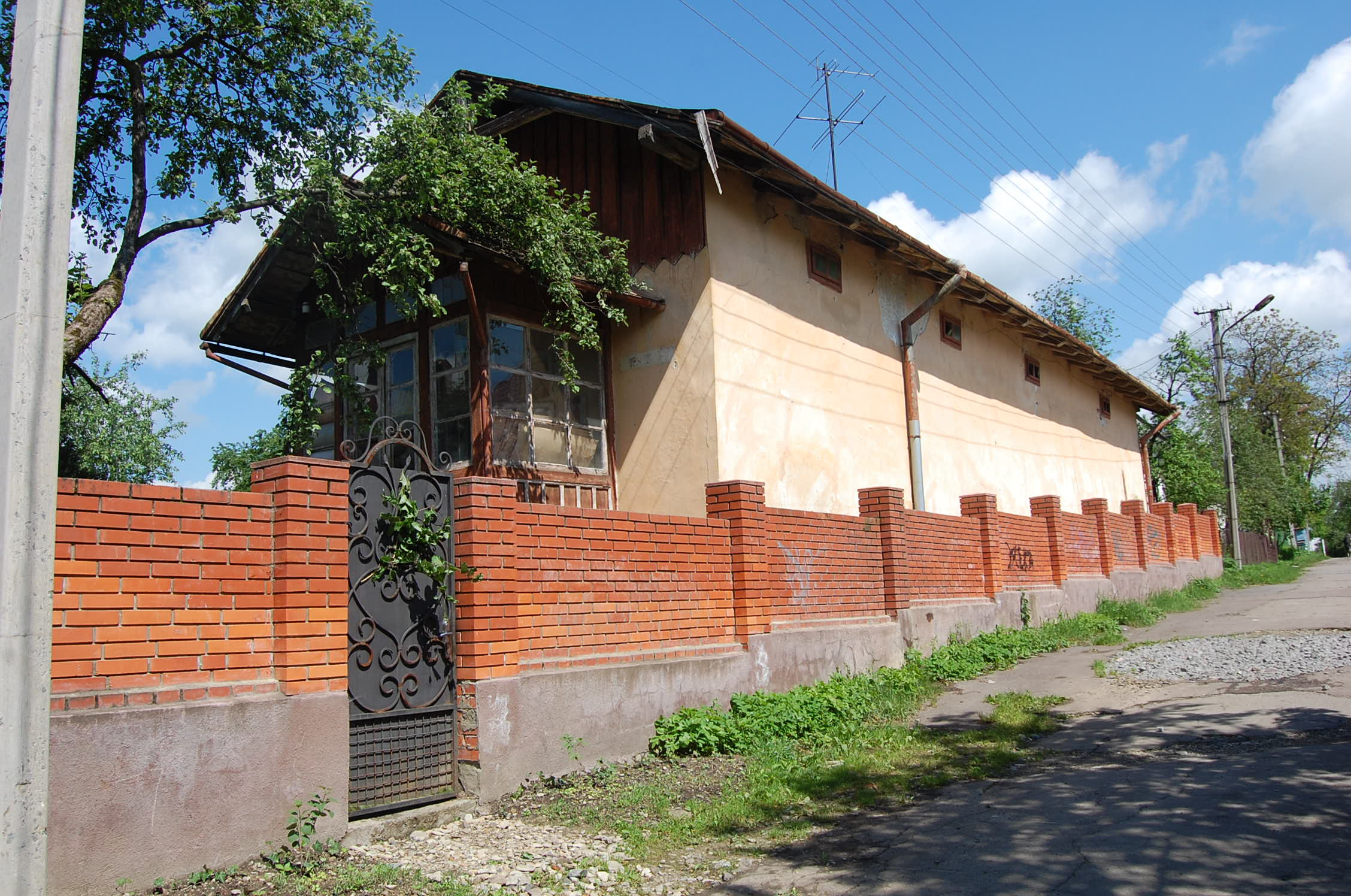
Stancja Józefiny Szelińskiej, boczna ul. Sobieskiego (ob. Karmańskiego) w Drohobyczu

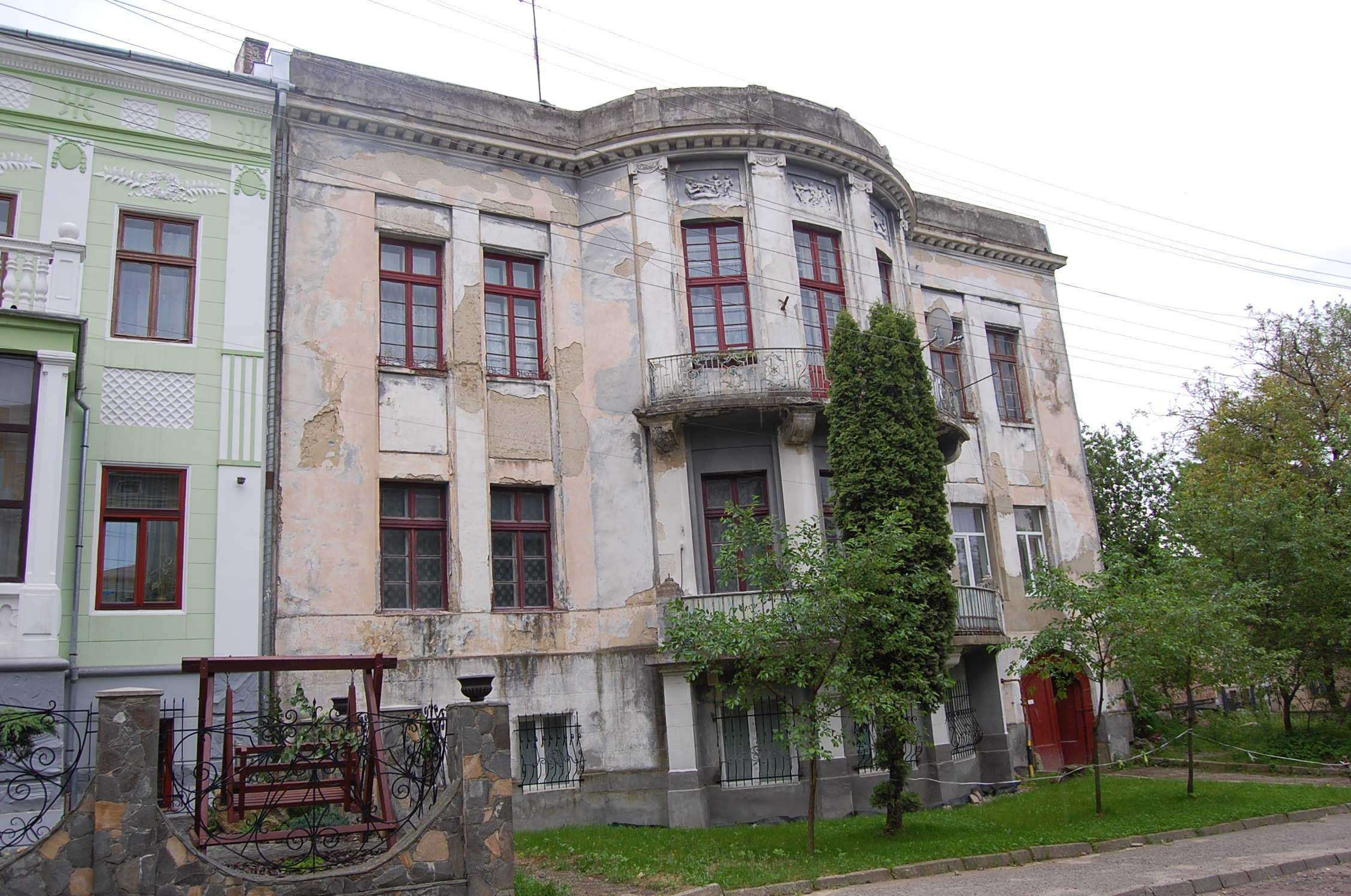
Gimnazjum Prywatne im. Henryka Sienkiewicza w Drohobyczu (obecnie dom mieszkalny). Miejsce pracy Szelińskiej w latach 1930–1934

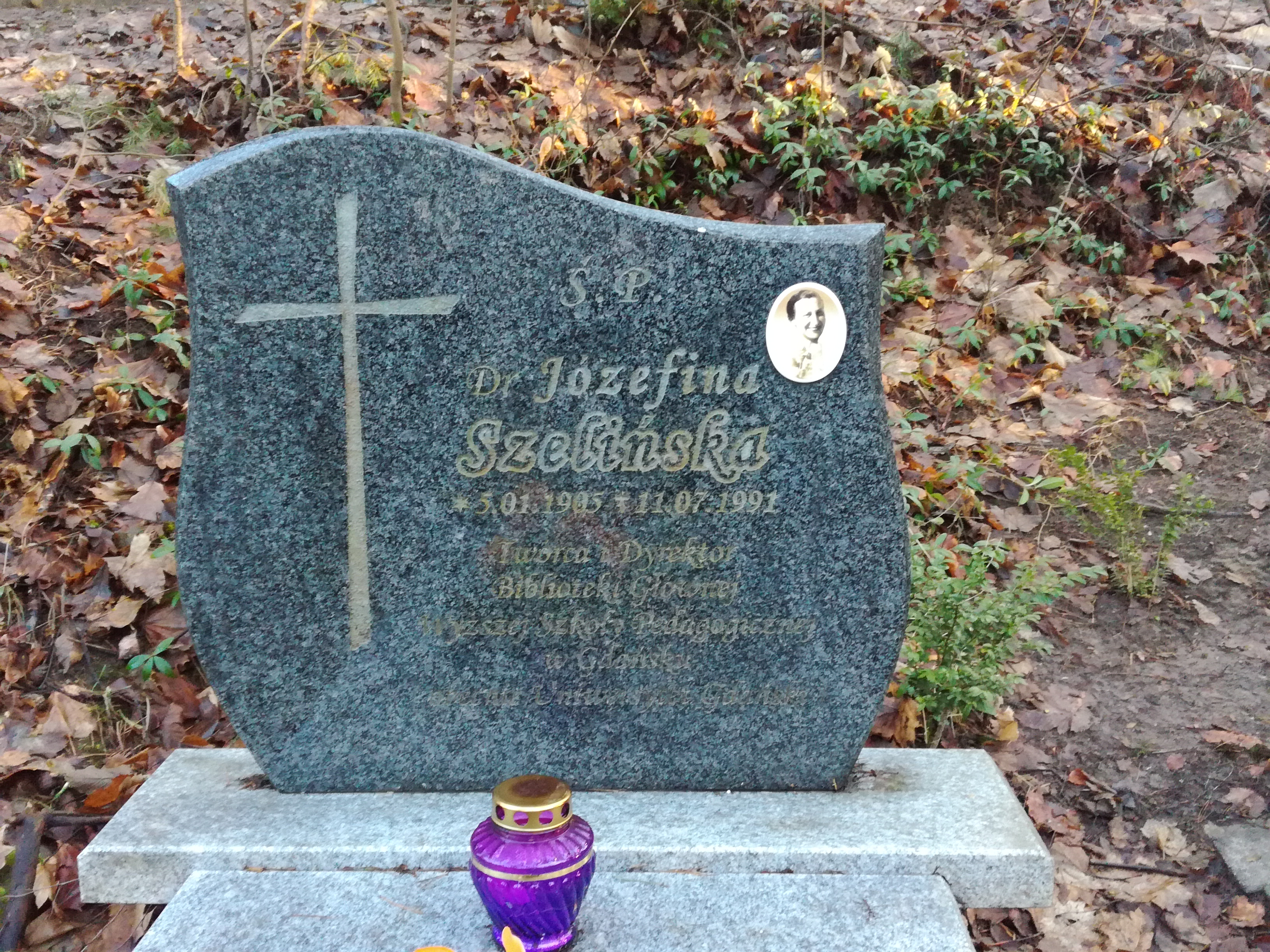
Grób Józefiny Szelińskiej na cmentarzu Srebrzysko

Józefina Szelińska (ur. 5 stycznia 1905 w Brzeżanach, zm. 11 lipca 1991 w Gdańsku) – polska tłumaczka, polonistka, bibliotekarka pochodzenia żydowskiego.

## Życiorys
Urodziła się na Podolu jako córka Heleny i Zygmunta Schrenzelów. Rodzice Szelińskiej przenieśli się z dwoma synami i córką do Janowa pod Lwowem, gdzie mieszkali do końca życia. Ojciec prowadził kancelarię adwokacką.
Po ukończeniu Gimnazjum im. Królowej Jadwigi we Lwowie Szelińska podjęła studia na Uniwersytecie Jana Kazimierza, gdzie w roku 1929 uzyskała tytuł doktora filozofii w zakresie polonistyki i historii sztuki jako przedmiotu pobocznego, a trzy lata później złożyła egzamin uprawniający do pracy nauczycielskiej w szkołach średnich. Pół roku uczyła w gimnazjum męskim w Jarosławiu. W latach 1930–1934 pracowała w Prywatnym Żeńskim Seminarium Nauczycielskim w Drohobyczu oraz w II Prywatnym Gimnazjum Koedukacyjnym imienia Henryka Sienkiewicza.
Uczniem Szelińskiej był wówczas m.in. Alfred Schreyer, który wspomina ją jako wymagającą i bardzo kulturalną nauczycielkę. Na początku 1933 roku Szelińska poznała mieszkającego w Drohobyczu Brunona Schulza. W 1934 roku straciła pracę w Drohobyczu i powróciła do Janowa. Następnie przeprowadziła się do Warszawy, gdzie pracowała w Głównym Urzędzie Statystycznym. W 1937 roku podjęła nieudaną próbę samobójczą kończącą związek z Schulzem.
W czasie okupacji niemieckiej ukrywała się w Warszawie. Pracowała jako wychowawczyni w bursach Rady Głównej Opiekuńczej dla wysiedlonych z Rzeszy do Generalnego Gubernatorstwa, oraz sporadycznie jako nauczycielka na kompletach konspiracyjnych szkół średnich. W czasie powstania warszawskiego w 1944 roku znalazła schronienie i pracę w Zakładzie dla Ociemniałych w Laskach.
W 1945 roku rozpoczęła pracę nauczycielską w Gdańsku i w Oliwie, a siedem lat później – w Bibliotece Głównej Wyższej Szkoły Pedagogicznej w Gdańsku, gdzie przyczyniła się znacznie do zorganizowania tej placówki jako dyrektor. W 1968 roku władze komunistyczne rozpętały nagonkę antysemicką, w wyniku której tysiące osób pochodzenia żydowskiego wypędzono z Polski, a pozostałych w kraju pozbawiano pracy na stanowiskach kierowniczych. Szelińska, uprzedzając ewentualne upokorzenia, sama złożyła rezygnację z kierowania biblioteką. Zachowała pracę, ale na podrzędnym stanowisku w dziale informacji. Cztery lata później odeszła na emeryturę.
W 1991 roku podjęła drugą próbę samobójczą, tym razem skuteczną, zażywając garść tabletek nasennych. Spoczywa na cmentarzu Srebrzysko w Gdańsku (rejon XI, taras III-1a-15).

## Związek z Brunonem Schulzem i przekładProcesuFranza Kafki
Znajomość Szelińskiej i Schulza rozpoczęła się na początku 1933 roku w Drohobyczu. Pomimo przynależności do różnych wyznań – rodzina Szelińskiej była ochrzczona, a Schulz przynależał do gminy żydowskiej – para zaręczyła się w 1936 roku. Aby poślubić Szelińską, w lutym 1936 roku Schulz wystąpił z drohobyckiej gminy żydowskiej i uzyskał status osoby bez wyznania; później starał się o fikcyjne zameldowanie na obszarze byłego zaboru pruskiego, gdzie obowiązywały bardziej liberalne przepisy w zakresie zawierania związków małżeńskich, którego jednak nie udało mu się uzyskać. W styczniu 1937 roku Szelińska zdecydowała o zerwaniu narzeczeństwa. Decyzję poprzedziła jej nieudana próba samobójcza i pobyt w szpitalu.

### PrzekładProcesuFranza Kafki
Uczuciowe zaangażowanie Szelińskiej w związek z Brunonem Schulzem w połączeniu z jego niemożnością proporcjonalnego odwzajemnienia jej uczuć i wsparcia w sferach niezwiązanych ze sztuką przełożyło się na potrzebę Schulza, aby odwdzięczyć się swojej narzeczonej. Zawsze wspierający jej literacki apetyt i talent Schulz powierzył Szelińskiej tłumaczenie Procesu Franza Kafki, o które zwróciło się do niego z prośbą wydawnictwo „Rój”. Schulz wprowadził poprawki do przekładu Szelińskiej i dodał do niego swoje posłowie, jak również „wypożyczył” narzeczonej swoje nazwisko, godząc się w ten sposób na publiczne firmowanie jej przekładu – którego jako osoba zupełnie nieznana szerszej publiczności i wydawnictwom nie mogłaby wydać w żaden inny sposób. Cały przebieg powstania pierwszego przekładu Procesu utrzymany był w ścisłej tajemnicy. Translatorska praca Szelińskiej pozostała anonimowa, a Proces w jej przekładzie, wielokrotnie wznawiany po wojnie, pozostawał przypisywany Schulzowi. Przekład ukazał się po raz pierwszy w 1936 roku.
W 1948 roku Józefina Szelińska nawiązała kontakt z Jerzym Ficowskim, wybitnym znawcą życia i twórczości Brunona Schulza. Na jej prośbę Ficowski nie ujawnił w swych publikacjach personaliów Szelińskiej, ograniczając się do stosowania pierwszej litery jej imienia; ostatecznie wszelkie wzmianki o niej zostały zastąpione zwrotem „narzeczona”. Po śmierci Szelińskiej w 1991 roku jej tożsamość zostaje ujawniona przez Ficowskiego w późniejszym wydaniu „Regionów wielkiej herezji” (2002).
W 2015 roku Agata Tuszyńska wydała poświęconą Szelińskiej i jej związkowi z Schulzem książkę Narzeczona Schulza. Apokryf.
Krytyka przekładu
Nazwisko Schulza – onieśmielającego giganta literatury – skutecznie hamowało krytykę i podważanie pierwszego przekładu. Przekład Józefiny Szelińskiej przez wiele lat był niekontestowany i to on utrwalił się w świadomości polskich czytelników. Według eseisty Łukasza Musiała, wersji Szelińskiej nie można odmówić zalet i dobrego osadzenia w języku polskim, jak również – ze względu na szczytową popularność Kafki w latach 50. i 60. – pozycji jako jednej z integralnych części polskiej kultury. Musiał postuluje ostrożne dokonanie niezbędnych korekt na poziomie interpunkcji i ortografii, uaktualnienie informacji o autorze przekładu i powrót do edycji z roku 1936.

W 2008 roku został opublikowany nowy przekład Procesu, którego dokonał Jakub Ekier. W przekładzie literackim na ostateczną wersję przekładu rzutuje często indywidualna interpretacja tłumacza, która niekoniecznie odzwierciedla światopogląd oryginalnego tekstu. Nawet poprzez pozornie niewielkiej wagi decyzje translatorskie – które często mają swoje źródło w interpretacji tłumaczki lub tłumacza – tłumaczony tekst może zatracić swój pierwotny charakter i dopasować się w zamian w ramy rzeczywistości pozaliterackiej kultury docelowego języka. Ekier uzasadnia powtórne tłumaczenie między innymi chęcią wykluczenia interpretacji niezawartych przez autora w tekście oryginalnym, wierniejszego oddania Kafkowskich wieloznaczności oraz poprawy błędów, których według niego dopuściła się Szelińska w swojej wersji. 
„Schulz, choć odczytywał w Procesie „intuicje religijne, podkreślał jeszcze mocniej, że całe prozatorskie dzieło Kafki „żyje własnym poetyckim życiem – wieloznaczne, niezgruntowane, przez żadne interpretacje niewyczerpane”. Jednak świadomość tego nie przeniosła się na tłumaczenie Józefiny Szelińskiej(...)” (Ekier, 249)
Według Ekiera Proces nie jest dziełem stworzonym z realistycznym zamysłem, nie jest zapowiedzią totalitaryzmu, nie jest jednoznaczny, wręcz przeciwnie – jest pełen zamierzonych niedopowiedzeń i wieloznaczności. Tematyka i problematyka Procesu jest trudna do sformułowania według oswojonych pojęć; „(...) dzieło to należy interpretować tak, by wywiedziona z normalnych odczytań wykładnia pozwalała rozpoznawać niezwyczajne wymiary interpretacji – by zatem sfera mimesis zderzała się ze sferą wyobraźni”.
Biorąc pod uwagę powyższe, Ekier oskarża przekład Szelińskiej jako upraszczający mnogość wieloznaczności w dziele Kafki, jako zbyt normalizujący. Wytyka też dużą ilość translatorskich przeoczeń, naddatków i pomyłek, m.in. w przypadku dwóch kluczowych w czytaniu Procesu pojęć – „sądu” i „prawa”. Szelińska stosuje pojęcia „władza” lub „władze” i „sąd” zamiennie, przy czym w opinii Ekiera tylko „sąd” dostatecznie przekazuje wielowymiarowość tej enigmatycznej instancji w dziele Kafki. W przypadku pojęcia „prawo” Szelińska zawęża jego znaczenie do poziomu ustawodawstwa, podczas gdy użyty w oryginale wyraz Gesetz, zawsze występujący w liczbie pojedynczej, ciągnie za sobą szereg konotacji: „od prawa objawionego poprzez prawo stanowione aż po wszelką postrzeganą przez człowieka prawidłowość” (Ekier, 232). Podobnie przenikające się w oryginale motywy kabały, żydowskiej literatury mistycznej i czysto katolickiej oprawy zostają obcięte przez Szelińską poprzez użycie w relacji do sakralnego wymiaru powieści swojskiego wyrazu „ksiądz”. W oryginalnym tekście Procesu nazwiska bohaterów są znaczące – przywołują konotacje związane między innymi z kaźnią, śmiercią, seksualnością. Szelińska podjęła decyzję, aby nie przekładać nazwisk na język polski, podczas gdy dla Ekiera są one kluczowe dla oddania umowności i komediowości świata przedstawionego w Procesie, np. panna Bürstner w przekładzie Szelińskiej, panna Bzykier w przekładzie Ekiera.